# Chinampa de Gorostiza
Chinampa de Gorostiza es una localidad del estado mexicano de Veracruz. Es cabecera del municipio de Chinampa de Gorostiza.

## Demografía
| Censo | Población |
| ----- | --------- |
| 1900  | 1539      |
| 1910  | 1953      |
| 1921  | 1838      |
| 1930  | 1571      |
| 1940  | 1662      |
| 1950  | 2167      |
| 1960  | 2263      |
| 1970  | 3172      |
| 1980  | 4928      |
| 1990  | 4989      |
| 1995  | 5098      |
| 2000  | 4768      |
| 2005  | 4797      |
| 2010  | 5317      |
| 2020  | 5988      |